# Olmeta-di-Tuda
 Olmeta-di-Tuda  là một xã ở tỉnh Haute-Corse trên đảo Corse, Pháp. Xã này có diện tích 17,4 km², dân số năm 1999 là 291 người. Khu vực này có độ cao 300 mét trên mực nước biển.